# Slandöns naturreservat
Slandöns naturreservat är ett naturreservat i Södertälje kommun i Stockholms län.
Området är naturskyddat sedan 2019 och är 31 hektar stort. Reservatet omfattar delar av ön Slandön och består av granskog med inslag av tall och lövträd.